# Cockfosters (stanice metra v Londýně)
Cockfosters je stanice metra v Londýně otevřená 31. července 1933. Neúspěšná varianta jména zněla Trent Park. Dříve se dnešní jméno stanice psalo Cock Fosters. Stanice leží na lince :
- Piccadilly Line (zde linka končí, před touto stanicí je Oakwood)

| Rok  | Počet cestujících |
| ---- | ----------------- |
| 2011 | 1,72 mil          |
| 2012 | 1,81 mil          |
| 2013 | 1,97 mil          |
| 2014 | 1,95 mil          |